# Кафар (Лодзинське воєводство)
Кафар (пол. Kafar) — село в Польщі, у гміні Ґрабиця Пйотрковського повіту Лодзинського воєводства.
Населення — 131 особа (2011).
У 1975-1998 роках село належало до Пйотрковського воєводства.

## Демографія
Демографічна структура станом на 31 березня 2011 року:
|          | Загалом | Допрацездатний вік | Працездатний вік | Постпрацездатний вік |
| -------- | ------- | ------------------ | ---------------- | -------------------- |
| Чоловіки | 62      | 16                 | 41               | 5                    |
| Жінки    | 69      | 18                 | 40               | 11                   |
| Разом    | 131     | 34                 | 81               | 16                   |